# Circle in the Round
Circle in the Round è un doppio album antologico di Miles Davis pubblicato nel 1979 e comprende materiale inedito registrato dal 1955 al 1970 con diverse formazioni, con strumenti acustici ed elettrici.

## Il disco
Nonostante la sua mancanza di coesione dovuta alla sua natura di "compilation", Circle in the Round è un album di notevole importanza storica in quanto, a parte le tracce risalenti agli anni cinquanta, documenta i primi timidi tentativi da parte di Davis di approcciarsi alla musica elettrica di matrice non jazz.
Il brano Circle in the Round, registrato nel 1967, è il primo esempio di registrazione in studio nella quale Davis abbandona il suo quintetto acustico, per sperimentare sonorità differenti che si sarebbero poi concretizzate compiutamente nel suo "periodo elettrico". Per la prima volta in un brano di Miles Davis fa la sua comparsa la chitarra elettrica (suonata da Joe Beck), strumento che avrebbe acquistato sempre più importanza nella sua musica successiva. Teo's Bag, Side Car (due take), Splash e Sanctuary sono tutti brani nei quali Davis sperimenta un nuovo sound con diverse formazioni di musicisti. Guinnevere proviene dalle sessioni elettriche di inizio 1970, che vedono la presenza anche di sitar e tabla, dalle quali scaturirono Great Expectations, Orange Lady e Lonely Fire (pubblicate in Big Fun).

## Tracce
Tutte le tracce sono composte da Miles Davis eccetto dove indicato.
CD 1
1. Two Bass Hit (Dizzy Gillespie, John Lewis) – 3:43
2. Love For Sale (Cole Porter) – 11:52
3. Blues No. 2 – 6:51
4. Circle in the Round – 26:17

CD 2
1. Teo's Bag – 5:58
2. Side Car I – 5:00
3. Side Car II – 3:37
4. Splash – 8:33
5. Sanctuary (Wayne Shorter) – 8:52
6. Guinnevere (David Crosby) – 18:06

## Formazione
Registrazione dal 27 ottobre 1955 al 27 gennaio 1970.
- Miles Davis — tromba
- John Coltrane — sax tenore (traccia 1)
- Cannonball Adderley — sax alto (traccia 2)
- Hank Mobley — sax tenore (traccia 3)
- Wayne Shorter — sax tenore (tracce 4-10)
- Bennie Maupin — clarinetto basso (traccia 10)
- Khalil Balakrishna — sitar (traccia 10)
- Joe Beck — chitarra  (traccia 4)
- George Benson — chitarra elettrica  (tracce 5,7,9)
- John McLaughlin  — chitarra elettrica  (traccia 10)
- Red Garland — Pianoforte (tracce 1-2)
- Bill Evans — Pianoforte (traccia 2)
- Wynton Kelly — Pianoforte  (traccia 3)
- Herbie Hancock — piano elettrico (tracce 4-9)
- Chick Corea — piano elettrico (tracce 8,10)
- Joe Zawinul — piano elettrico (traccia 10)
- Paul Chambers — Contrabbasso (tracce 1-3)
- Ron Carter — Contrabbasso  (tracce 4-7,9)
- Dave Holland — basso elettrico  (tracce 8,10)
- Philly Joe Jones — Batteria  (tracce 1,3)
- Jimmy Cobb — Batteria  (traccia 2)
- Tony Williams — Batteria  (tracce 4-9)
- Billy Cobham — Batteria  (tracce 10)
- Jack DeJohnette — Batteria  (track 10)
- Airto Moreira — percussioni  (track 10)